# Stanislas Wawrinka
Stanislas Wawrinka (Lausanne, 28. ožujka 1985.) švicarski je profesionalni tenisač.
Wawrinka je trenutačno najbolje plasirani švicarski tenisač. Svoj prvi ATP turnir osvojio je u Umagu 2006. godine. Najveći uspjeh mu je osvajanje zlatne medalje na Olimpijskim igrama u Pekingu u paru s Rogerom Federerom, te nastup u finalu Mastersa u Rimu 2008.
Osvojio je 3 Grand Slama; Australian Open 2014., Roland Garros 2015. i US Open 2016.
Wawrinka je nosio švicarsku zastavu na svečanosti otvaranja Olimpijskih igara u Londonu 2012. godine.

## Vanjske poveznice
- Profil na stranici ATP Toura

### Ostali projekti
|  | Zajednički poslužitelj ima još gradiva o temi Stanislas Wawrinka |